# Квазістатичне наближення
Квазістатичне наближення застосовується в електродинаміці для спрощення рівнянь у тому випадку, коли область інтересу набагато менша за довжину хвилі світла. 
У цьому випадку електричне поле електромагнітної хвилі змінюється повільно й однаково у всіх точках області інтересу, тож його можна вважати майже статичним, описуючи потенціалом, який хоча й змінюється з часом, проте за своєю поведінкою дуже схожий на електростатичний потенціал. Така ситуація виникає, наприклад, при розгляді релеївського розсіювання світла, тобто розсівання на тілах, розміри яких менші за довжину хвилі. 
Квазістатичне наближення нехтує ефектом запізнення. 
Хвильове рівняння для потенціалу електромагнітного поля в загальному випадку має вигляд
{\displaystyle \Delta \varphi -{\frac {1}{c^{2}}}{\frac {\partial ^{2}\varphi }{\partial t^{2}}}=-{\frac {4\pi }{\varepsilon }}\rho },
де {\displaystyle \varphi } - потенціал, ρ - густина зарядів, с - швидкість світла,  ε - діелектрична проникність середовища.   Похідна по часу пропорційна частоті електромагнітного поля, тому другий член цього рівняння пропорційний величині {\displaystyle \omega ^{2}/c^{2}=(2\pi /\lambda )^{2}}, де ω - частота, λ - довжина хвилі. Зважаючи на те, що довжина хвилі набагато більша за область інтересу цим членом можна знехтувати. У такому випадку потенціал електричного поля описується звичним рівнянням Пуассона. 
{\displaystyle \Delta \varphi =-{\frac {4\pi }{\varepsilon }}\rho }.
Оскільки потенціал усе ж змінюється з часом, необхідність враховувати залежність діелектричної проникності середовища від частоти залишається.  